# 焦度
焦 度（しょう たく、423年 - 483年）は、南朝宋から斉にかけての軍人。字は文績。本貫は南安郡。氐の出身。

## 経歴
祖父の焦文珪のときに、襄陽に避難した。宋の元嘉年間に、天水郡略陽県が僑県として立てられると、焦氏の一族はこれに属した。焦度は南朝宋に仕えて、北館客に任じられた。大明2年（458年）、顔師伯が青州刺史として赴任すると、焦度は幢主として顔師伯のもとに送られた。北魏が青州に侵攻してくると、焦度は軍を率いて沙溝杜梁で魏軍と戦って撃破した。顔師伯の下で輔国府参軍となった。北魏の天水公封敕文が清口に侵攻してくると、焦度は軍を率いて救援し、北魏の騎将豹皮公を刺して落馬させ、その武装を鹵獲したほか、数十人を殺害した。顔師伯が焦度の武功を孝武帝に報告すると、孝武帝は焦度を建康に召還して側近に仕えさせた。孝武帝は焦度の身なりが黒く壮健なのを見て、「真の健物なり」と評した。焦度は西陽王撫軍長兼行参軍に任じられた。ついで晋安王劉子勛の下で夾轂隊主に任じられ、江州に駐屯した。
泰始元年（465年）、劉子勛が起兵すると、焦度はその下で龍驤将軍となり、3000人を率いて先鋒をつとめ、赭圻に駐屯した。明帝の派遣した軍と戦って、たびたび勝利を上げた。泰始2年（466年）、劉子勛が敗死すると、焦度は宮亭湖に逃げ込んで反抗をつづけた。宋の朝廷は江州刺史の王景文に命じて焦度を招降させた。焦度が部下を率いて出頭すると、王景文の下で鎮南参軍となった。まもなく中直兵を兼ね、王景文に厚遇された。泰始6年（470年）、王景文に従って建康に帰り、王景文に仕えつづけた。泰豫元年（472年）、王景文のもとに毒薬が送られて死を命じられた。焦度は激怒して、命令を拒むよう王景文に勧めたが、王景文は従わずに死去した。焦度の発言は明帝に知られることがなかった。焦度は晋熙王劉燮の下で防閤に任じられ、征虜鎧曹行参軍となり、夏口に駐屯した。昇明元年（477年）、武陵王劉賛が劉燮に代わって郢州刺史となると、焦度は夏口に留まって、劉賛の下で前軍参軍となった。
沈攸之の乱が起こると、焦度は中直兵に転じ、寧朔将軍・軍主の位を加えられた。蕭道成により輔国将軍の号を受け、屯騎校尉に任じられた。沈攸之の軍が夏口の周辺まで到達し、郢州を牽制する部隊を残して、沈攸之の本軍は建康へ東下しようとした。焦度は夏口の城楼の上から沈攸之を揶揄する発言を投げかけ、かれの体型を侮辱するポーズを取るにいたって、沈攸之は激怒して攻城に方針を変えた。焦度は自ら奮戦し、沈攸之は多勢にまかせて城壁を登らせようとしたが、焦度が汚物を投げつけさせたので、沈攸之の軍は城を落とすことができず、このため夏口の城楼は「焦度楼」と呼ばれるようになった。昇明2年（478年）、沈攸之の乱が平定されると、焦度は功績により後軍将軍の位を受け、東昌県子に封じられ、東宮直閤将軍となった。焦度の性格は木訥で、蕭道成がかれを州刺史として任用しようと引見したが、顔色が変わって一語も話すことができなかった。蕭道成は民政に向かないと判断して、刺史として任用するのを取りやめた。建元4年（482年）、焦度は淮陵郡太守に任じられた。焦度は朝廷の貴戚に対してよく郢州での戦功を自慢した。飲酒を好んで、酔って暴れることがあったが、蕭道成が人を派遣してなだめさせた。年は老いても、気力は若いままであった。まもなく游撃将軍の位を受けた。
永明元年（483年）、死去した。享年は61。輔国将軍・梁秦二州刺史の位を追贈された。
子の焦世栄は、斉の永明年間に巴東王蕭子響の防閤となったが、蕭子響の乱が起こると雍州に避難し、後に始興中兵参軍となった。

## 伝記資料
- 『南斉書』巻30 列伝第11
- 『南史』巻46 列伝第36